# Río Yata
El río Yata es un río amazónico boliviano, un afluente del río Mamoré que discurre por el departamento del Beni.

## Geografía
El río Yata nace al noreste del lago Rogagua, en el departamento del Beni, donde discurre enteramente. Se caracteriza por ser meándrico y discurre en dirección noreste con una longitud total de 1.060 km hasta su desembocadura en el río Mamoré (10°29′10″S 65°26′0″O / -10.48611, -65.43333), cerca de la desembocadura del río Beni. 
El río pasa muy cerca del lago Huaytunas y del lago Rogaguado en su tramo alto. En su recorrido recibe varios afluentes como el río Benicito y una multitud de arroyos. Pasa por las localidades de, Puerto Yata, Puerto Teresa, Rosario del Yata Tres Mapejos y Emboscada. 

## Fauna
En el sitio de influencia del Río Yata se han registrado 118 especies de animales , pertenecientes a 29 familias.

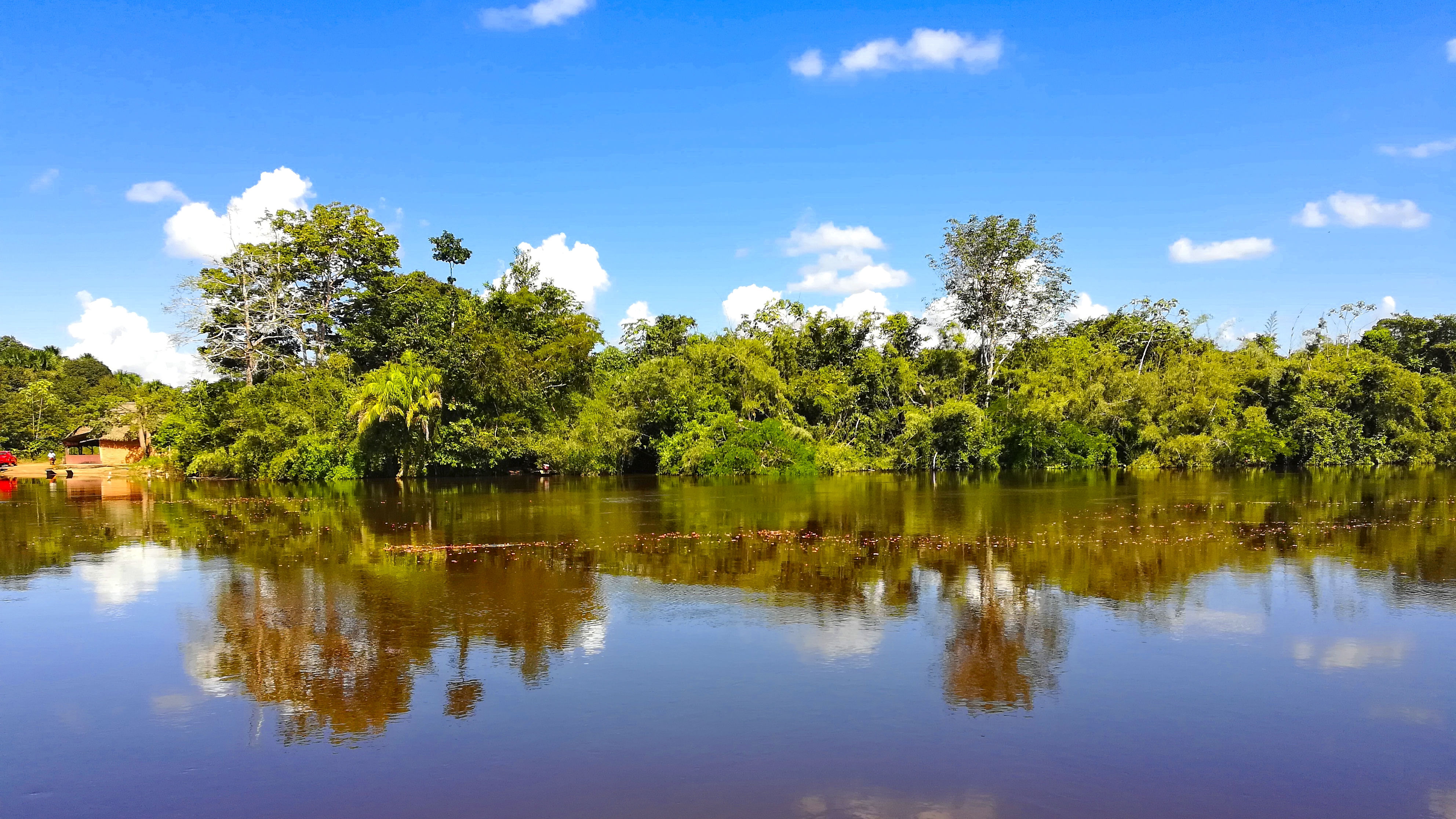
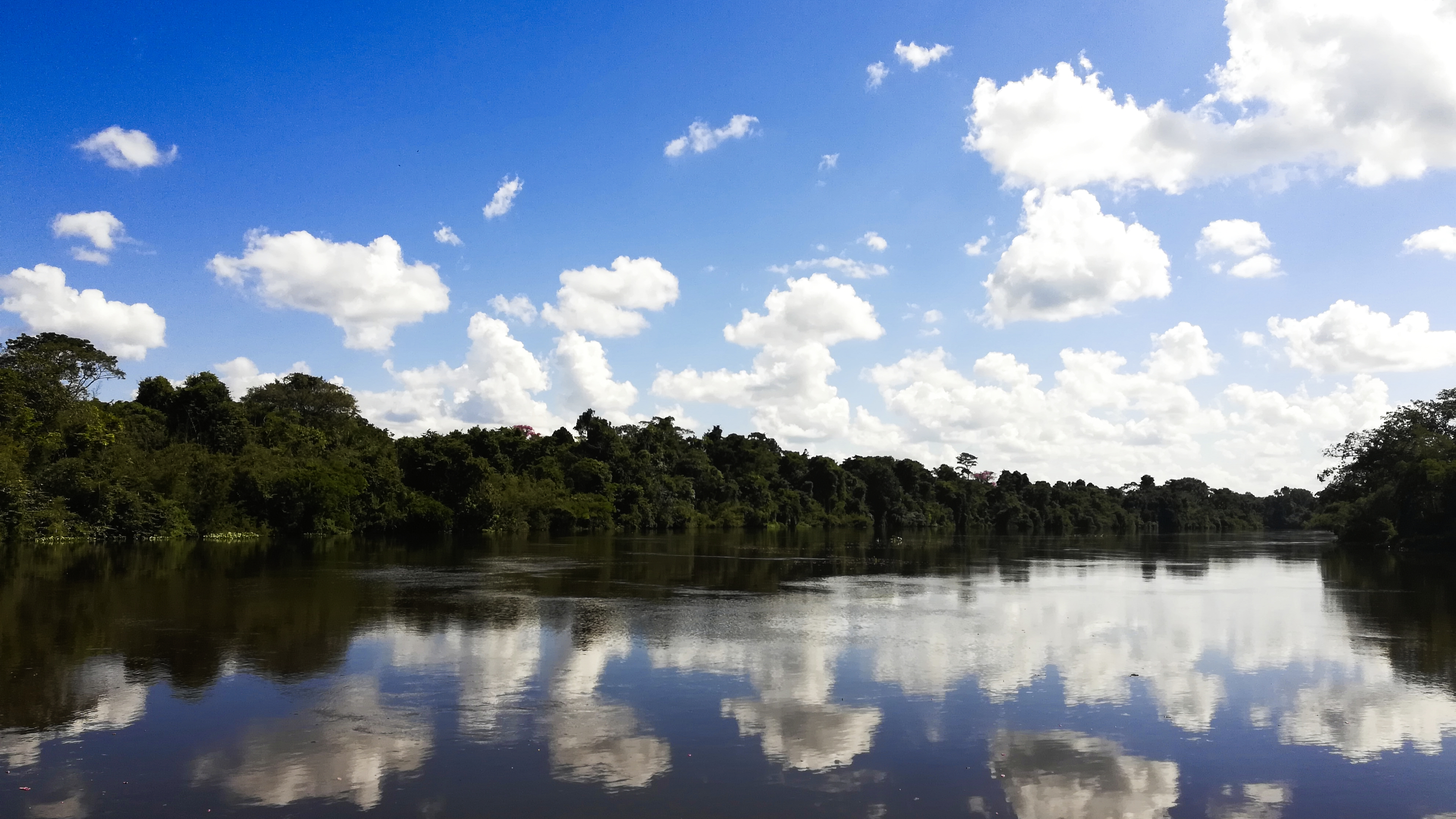